# Ольга Николаевна (великая княжна)

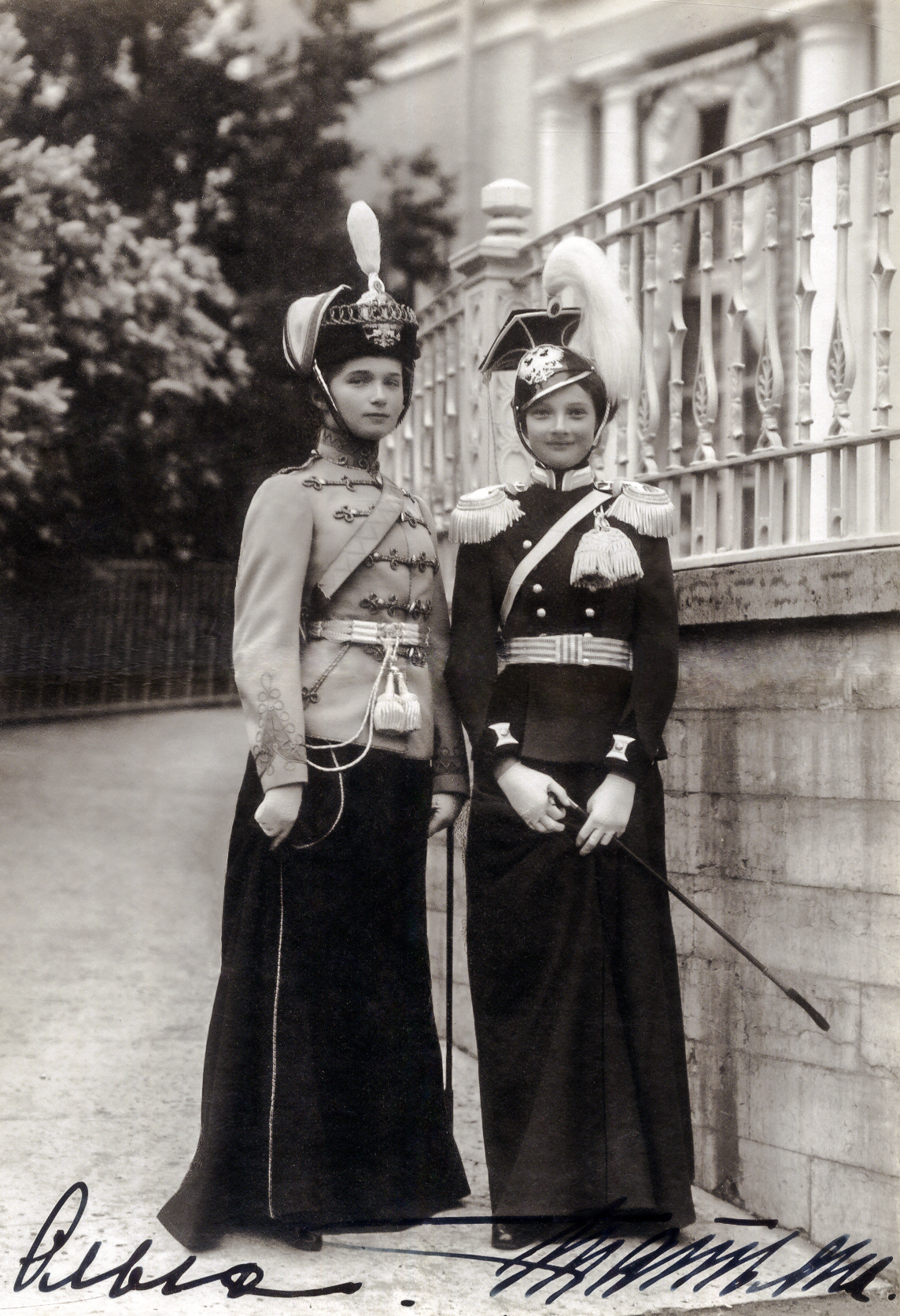
Великие княжны Ольга и Татьяна Николаевны в парадных мундирах «своих» подшефных полков, 1910 год

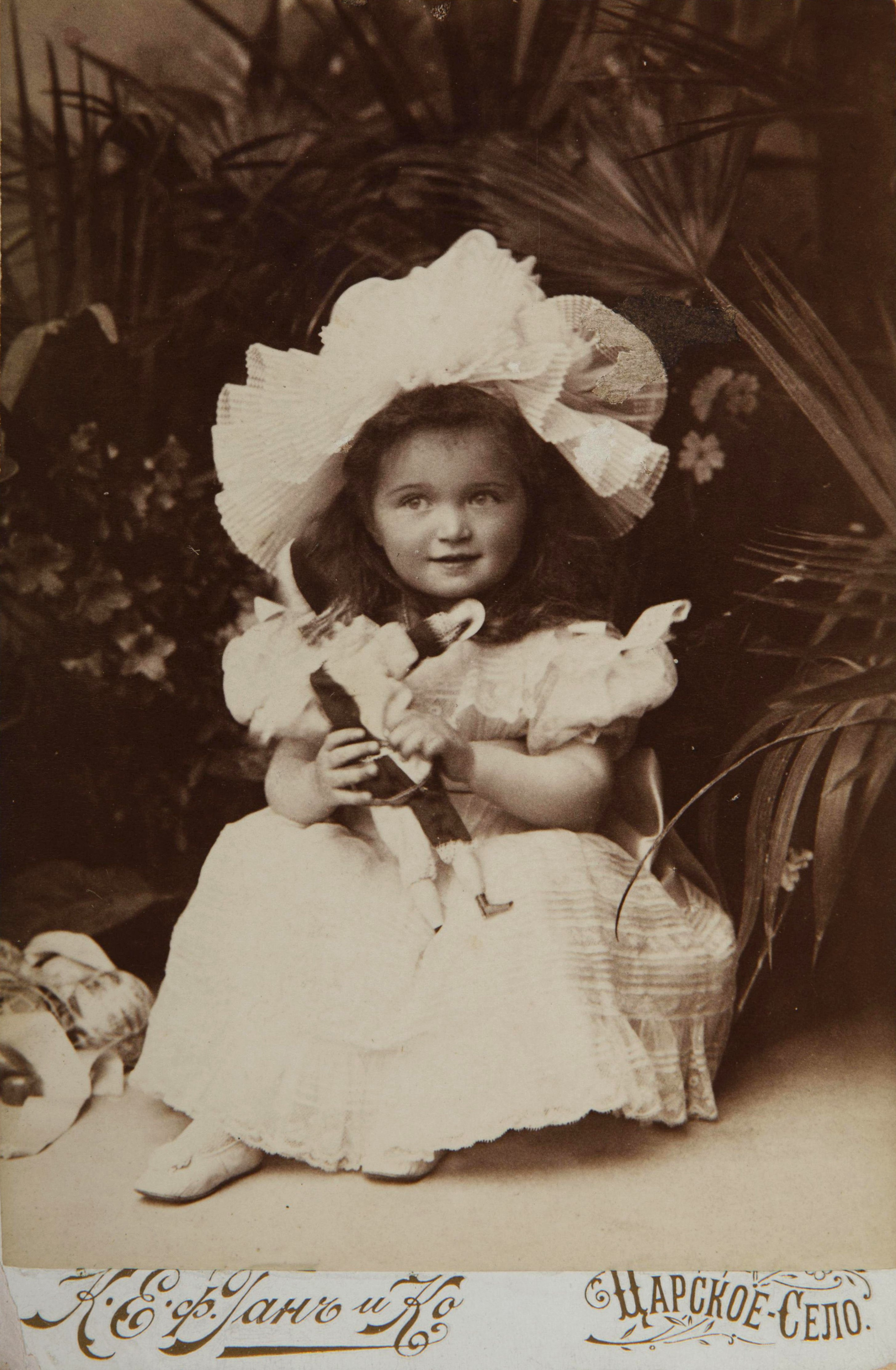
Ольга Николаевна в 1897 году

О́льга Никола́евна (после февраля 1917 года официально именовалась по фамилии Рома́нова; 15 ноября 1895, Царское Село, Санкт-Петербургская губерния — 17 июля 1918, Дом Ипатьева, Пермская губерния) — великая княжна, первенец императора Николая II и императрицы Александры Фёдоровны.
После Февральской революции вместе с семьёй находилась под арестом. В ночь с 16 на 17 июля 1918 года была расстреляна вместе со своей семьёй в полуподвальном помещении дома Ипатьева в Екатеринбурге.
Прославлена вместе с родителями, сёстрами великими княжнами Татьяной, Марией, Анастасией и братом Цесаревичем Алексеем в сонме новомучеников Российских на юбилейном Архиерейском соборе Русской православной церкви в августе 2000 года. Ранее, в 1981 году, они же были канонизированы Русской православной церковью за границей.
Тезоименитство — 24 июля по григорианскому календарю, 11 июля по юлианскому (равноапостольной княгини Ольги).

## Биография

### Рождение, детство и юность
Родилась в Царском Селе 3 (15) ноября 1895 года, в 9 часов пополудни. Роды были тяжёлыми, хотя их готовились принимать в Зимнем дворце, рожала императрица в Александровском дворце Царского Села. Как вспоминала тётка Ольги, великая княгиня Ксения Александровна, младенца буквально «тащили щипцами». Так, в своем дневнике Николай II записал:
«3-го ноября. Пятница. Вечно памятный для меня день, в течение которого я много-много выстрадал! Ещё в час ночи у милой Аликс начались боли, которые не давали ей спать. Весь день она пролежала в кровати в сильных мучениях — бедная! Я не мог равнодушно смотреть на неё. Около 2 ч. дорогая Мама приехала из Гатчины; втроем, с ней и Эллой, находились неотступно при Аликс. В 9 час. ровно услышали детский писк и все мы вздохнули свободно! Богом нам посланную дочку при молитве мы назвали Ольгой! Когда все волнения прошли, и ужасы кончились, началось просто блаженное состояние при сознании о случившемся! Слава Богу, Аликс перенесла рождение хорошо и чувствовала себя вечером бодрою. Поел поздно вечером с Мама и когда лег спать, то заснул моментально».
Всё же девочка родилась здоровой, весом в 10 фунтов и ростом в 55 см. Крещена придворным протопресвитером и духовником Янышевым в церкви Царскосельского дворца 14 ноября — в день рождения императрицы Марии Фёдоровны и в первую годовщину бракосочетания её родителей; восприемниками её были императрица Мария Фёдоровна и великий князь Владимир Александрович; по причащении новорождённой, императрица Мария Фёдоровна возложила на неё знаки ордена Св. Екатерины.
Получила традиционное для Романовых имя. Кроме того, великий князь Константин Константинович так объясняет этот выбор в своём дневнике: «Слышал от царя, что его дочери названы Ольгой и Татьяной, чтобы было, как у Пушкина в „Онегине“».
С 11 (24) июля 1909 года Ольга была назначена отцом шефом (почётным командиром) 3-го Елизаветградского гусарского Её Императорского Высочества Великой Княжны Ольги Николаевны полка Русской императорской армии. 
Ольга и её младшая сестра Татьяна составляли «большую пару». Девочки жили в одной комнате, спали на походных кроватях, носили одинаковую одежду и были очень дружны, несмотря на значительную разницу темпераментов.
С детства Ольга росла очень доброй и отзывчивой. Она глубоко переживала чужие несчастья и всегда старалась помочь.
Также Ольге приписывается излишняя вспыльчивость и раздражительность.
Она единственная из четырёх сестёр могла открыто возражать отцу с матерью и очень неохотно покорялась родительской воле, если этого требовали обстоятельства.

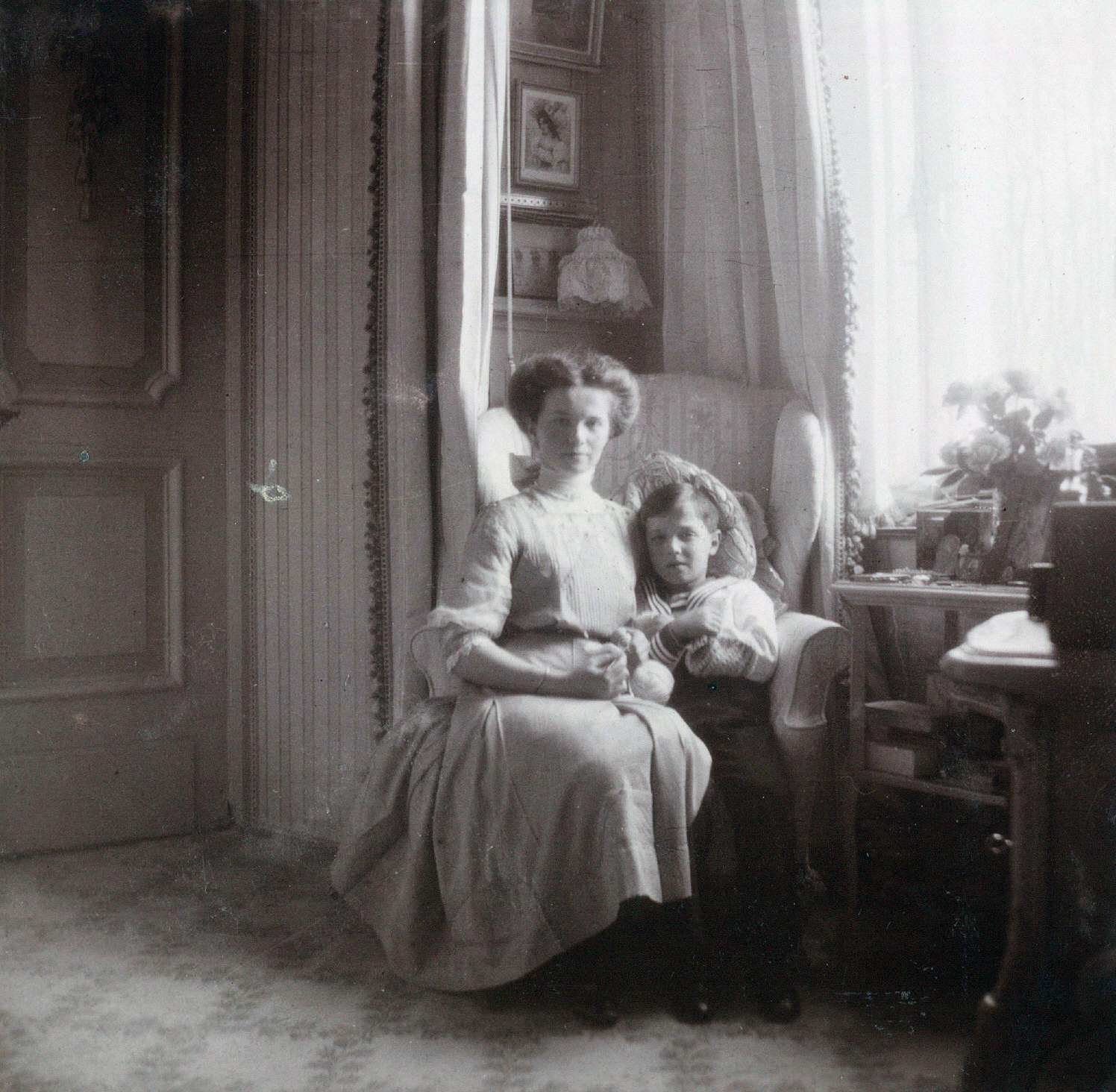
Ольга и царевич Алексей, 1911 год

Ольга больше других сестёр любила читать, позднее она начала писать стихи. Учитель французского языка и друг императорской семьи Пьер Жильяр отмечал, что Ольга лучше и быстрее сестёр усваивала материал уроков. Это давалось ей легко, от того она иногда ленилась.
Фрейлина Анна Вырубова так описывала внешние особенности и характер Ольги Николаевны:
Ольга Николаевна была замечательно умна и способна, и учение было для неё шуткой, почему Она иногда ленилась. Характерными чертами у неё были сильная воля и неподкупная честность и прямота, в чем Она походила на Мать. Эти прекрасные качества были у неё с детства, но ребенком Ольга Николаевна бывала нередко упряма, непослушна и очень вспыльчива; впоследствии Она умела себя сдерживать. У неё были чудные белокурые волосы, большие голубые глаза и дивный цвет лица, немного вздёрнутый нос, походивший на Государев.
Михаил Дитерихс вспоминал:
Великая Княжна Ольга Николаевна представляла собою типичную хорошую русскую девушку с большой душой. На окружающих Она производила впечатление своей ласковостью, Своим чарующим милым обращением со всеми. Она со всеми держала себя ровно, спокойно и поразительно просто и естественно. Она не любила хозяйства, но любила уединение и книги. Она была развитая и очень начитанная; имела способность к искусствам: играла на рояле, пела и в Петрограде училась пению, хорошо рисовала. Она была очень скромной и не любила роскоши.
В январе 1915 года семья жила в Кремлёвском дворце в Москве. Юнкера, несшие караул в коридорах по ночам, были свидетелями того, как царь, получив важные известия с фронта, просил разбудить свою старшую дочь. Он зачитывал ей телеграммы и совещался с ней, гуляя по коридору с «маленьким близким другом».
Граф С. Ю. Витте сообщал о том, что в то время, когда у императора ещё не было наследника, он задумывался о том, «нельзя ли в случае, если они не будут иметь сына, передать престол старшей дочери».
6 (19) июня 1912 года должна была состояться помолвка великого князя Дмитрия Павловича с Ольгой, однако Александра Фёдоровна настояла на разрыве отношений между влюбленными из-за нескрываемой антипатии Дмитрия к Григорию Распутину. Это, возможно, стало причиной участия Дмитрия Павловича в убийстве Распутина через 4 года.
Во время Первой мировой войны имелся неосуществлённый план брака Ольги с румынским принцем (будущим Каролем II). Ольга Николаевна категорически отказывалась покидать Родину, жить в чужой стране, говорила, что она русская и хочет оставаться таковой.

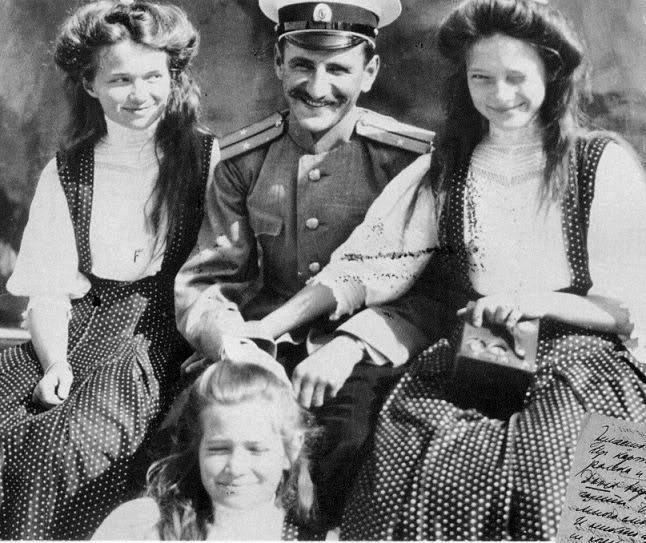
Ольга Николаевна, Татьяна Николаевна, Мария Николаевна и мичман Павел Воронов, 1910 г.

В январе 1916 года Великая княгиня Мария Павловна предлагала в женихи ей своего сына — Великого князя Бориса Владимировича, что было отвергнуто императрицей Александрой Федоровной.
По мнению некоторых исследователей, княжна одно время была увлечена лейтенантом Павлом Вороновым, но, возможно, авторы просто подогнали под тайного С. (так княжна шифровала имя своего увлечения в дневнике) Павла Воронова как наиболее подходящую кандидатуру. После начала Первой мировой войны Ольга Николаевна вместе с матерью и сёстрами работала сестрой милосердия. Есть свидетельства, что в Царскосельском госпитале у Ольги появилось новое увлечение — Дмитрий Шах-Багов. Его она часто упоминает в своих дневниках, отрывки из которых были опубликованы в книге «Августейшие сестры милосердия». Об этом пишет в своем дневнике Валентина Чеботарева «Ольга Николаевна серьёзно привязалась к Шах Багову, и так это чисто, наивно и безнадежно».

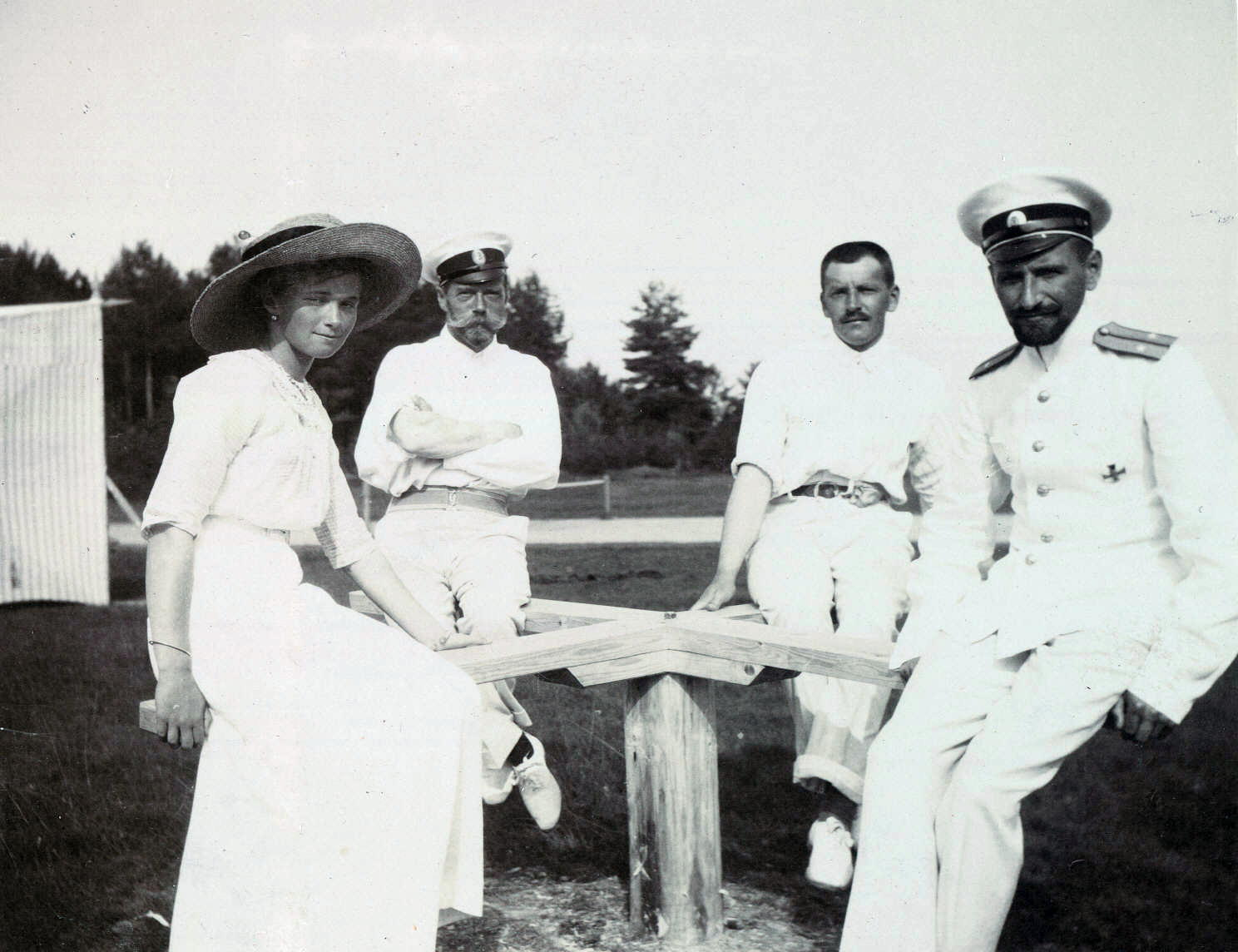
Ольга Николаевна, Николай II и офицеры Родионов и Воронов на теннисном корте в Виролахти, 1911 г.

К Ольге хотел посвататься влюбленный в неё родственник —Константин Константинович, сын К. Р. (Константина Константиновича Романова).
Ей иногда приписывается написанное якобы во время заключения стихотворение «Пошли нам, Господи, терпенье…»
; на самом деле она лишь переписала стихотворение, принадлежащее поэту-монархисту Сергею Бехтееву.

### Гибель

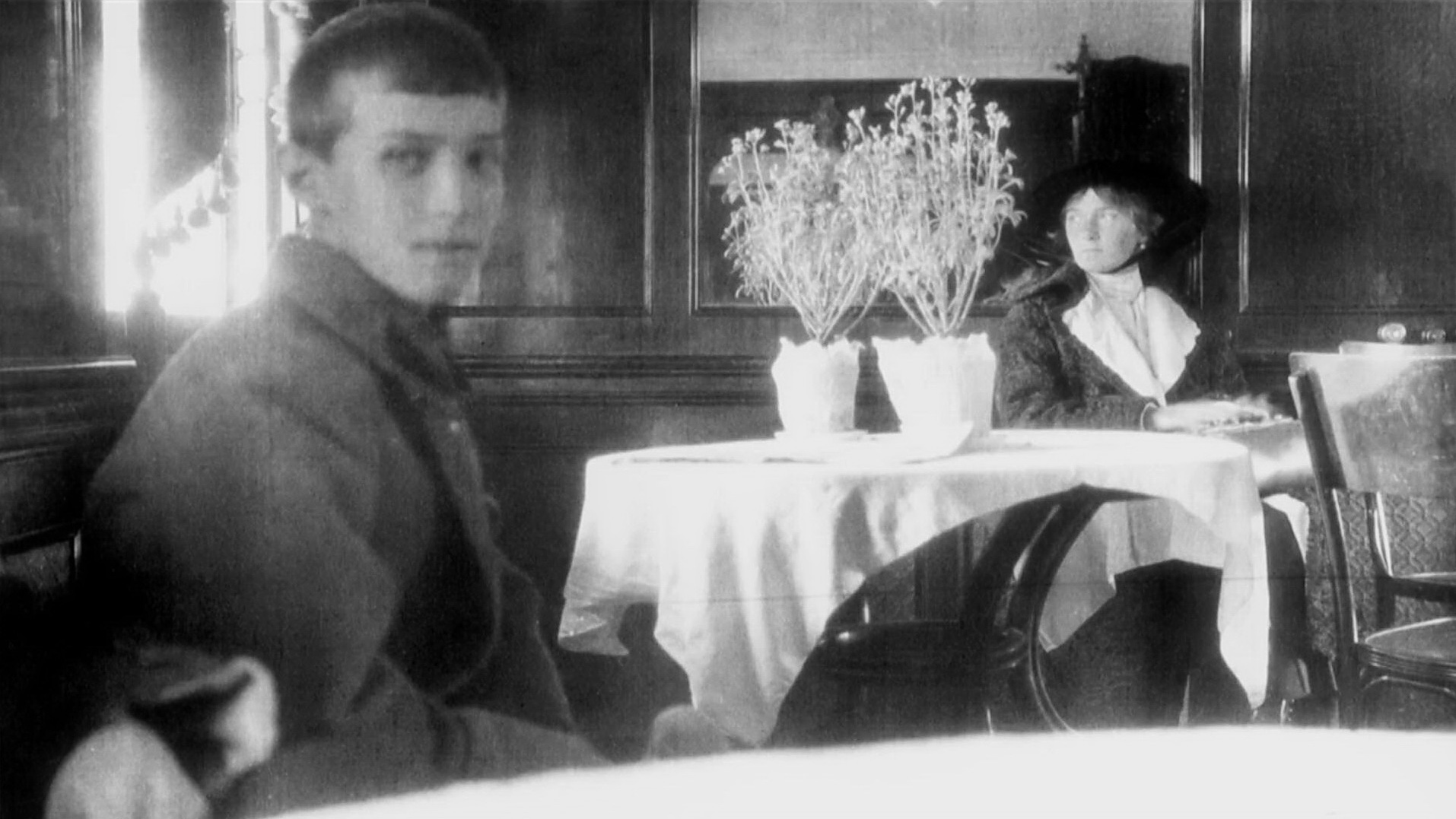
Последняя известная фотография Ольги и царевича Алексея. Май 1918 года

По принятой в СССР официальной версии, решение о расстреле Романовых без предварительного суда и следствия было принято Уральским советом; причём Яковлев вроде бы пытался вывезти бывшего царя в Европейскую Россию.
Вопрос о ликвидации Романовых был принципиально решён в первых числах июля, когда стала окончательно ясна неизбежность сдачи Екатеринбурга наступающим антиреволюционным силам, а также ввиду страха перед возможными попытками со стороны местных монархистов силой освободить царскую семью. Не последнюю роль также сыграли активность Чехословацкого корпуса и всеобщие антимонархические настроения, причём стоявшие в Екатеринбурге красноармейские части в открытую угрожали неповиновением и самосудом, если Совет откажется своей властью казнить бывшего царя. Среди исполнителей не было согласия о способе приведения в исполнение приговора; высказывались предложения заколоть их в постелях во время сна или же забросать спальни гранатами. Наконец, победила точка зрения Якова Юровского, предложившего разбудить их среди ночи и приказать спуститься в подвал под предлогом того, что в городе может начаться стрельба и оставаться на втором этаже станет небезопасно.
Романовы, встревоженные этой переменой, не ложились спать до полуночи. В половине второго ночи подъехал грузовик, заранее назначенный для того, чтобы вывезти трупы. Приблизительно в то же время Юровский разбудил доктора Боткина, приказав ему отвести царскую семью в подвал. Ещё около 30—40 минут Романовы и слуги, поднятые с постелей, одевались и приводили себя в порядок, затем спустились в подвал.
В расстрельную комнату были внесены стулья для императрицы и Алексея, который, после того как ушиб колено, уже некоторое время не мог ходить. В подвал его нёс на руках отец. Ольга встала позади матери. По воспоминаниям Я. М. Юровского, Романовы до последней минуты не подозревали о своей участи. Юровский ограничился заявлением о том, что Совет рабочих депутатов принял постановление о расстреле, после чего первым выстрелил в бывшего царя. Было около 2 часов 30 минут утра 17 июля. Вслед за тем поднялась общая стрельба и через полчаса всё было кончено.
Ольга погибла под первыми выстрелами. Не спасли её даже вшитые в корсет украшения. До сих пор не ясно, кто убил Ольгу.
Юровский и Медведев расходятся между собой в вопросе, была ли она убита сразу — так, Медведев отвечал утвердительно, Юровский же в своих воспоминаниях рассказывал, будто после первых выстрелов в грудь все четыре девушки остались живы, их спасли зашитые в корсеты драгоценности.
Пьер Жильяр (учитель французского языка) писал: «Зря Ольга тогда отказала Каролю II, королю Румынии, осталась бы жива».
После расстрела в комнату внесли простыни с кроватей княжон и в них перенесли трупы в грузовик, припаркованный у дома. Захоронена в Поросенковом логу. В 1998 году прах Ольги Николаевны был перезахоронен в Петропавловской крепости.
Канонизирована вместе с семьёй в 1981 году Зарубежной церковью, в 2000 — Архиерейским собором Русской православной церкви. Вся её семья в лике святых называется «Святыми Царственными страстотерпцами».

## Предки
Людвиг II Гессенский и Вильгельмина Баденская являлись родителями как принца Карла Гессенского, так и Марии Александровны, супруги императора Александра II. Впрочем, как считают биографы, во втором случае был лишь номинальным отцом, а биологическим являлся барон Август фон Сенарклен де Гранси с которым с 1820 года сожительствовала Вильгельмина Баденская.

## Память
Имя Великой Княжны носит станица Ольгинская.

## Киновоплощения
- 1971 — «Николай и Александра». В роли Ольги Николаевны — Аня Марсон.
- 2000 — «Романовы. Венценосная семья». В роли Ольги Николаевны — Юлия Новикова.

## Лже-Ольга
В 1930-х годах во Франции Марга Бодтс заявила, что она чудом спасшаяся Великая Княжна Ольга Николаевна, но её слова остались без особого внимания. Позже ей удалось убедить в своей правоте принца Фридриха Саксен-Альтенбургского, который в свою очередь представил её ко двору принца Ольденбургского. Принц платил ей пенсию вплоть до своей смерти в 1970 году.